# I žizn', i slёzy, i ljubov'
I žizn', i slёzy, i ljubov' (И жизнь, и слёзы, и любовь) è un film del 1983 diretto da Nikolaj Nikolaevič Gubenko.

## Trama
Il film si svolge nella casa dei veterani, in cui le persone sono molto annoiate a vivere. All'improvviso, un nuovo medico capo entra in casa e cerca non solo di curare gli anziani, ma anche di ripristinare il loro amore per la vita e per le altre persone.